# Morti nel 1764
| Questa pagina contiene informazioni ricavate automaticamente dalle voci biografiche con l'ausilio del template Bio e di un bot. L'aggiornamento è periodico e automatico e ricostruisce completamente la pagina. Se manca una persona in questa lista, sei pregato di non aggiungerla, ma accertati piuttosto che la sua voce biografica contenga il template Bio e che i dati anagrafici siano correttamente compilati. Se il template Bio manca, inseriscilo tu stesso o, in alternativa, metti l'avviso {{tmp\|Bio}} che ne segnala la mancanza. Se i dati riportati sono sbagliati, correggi direttamente la voce biografica; le modifiche saranno visibili in questa lista entro pochi giorni. Per chiarimenti vedi il progetto biografie. La lista contiene solo le 99 persone che sono citate nell'enciclopedia e per le quali è stato implementato correttamente il template Bio. Pagina aggiornata al 18 giu 2025. |

## Gennaio(5)
- 5 gennaio - Giuseppe Suzzi, matematico e religioso italiano (n. 1701)
- 8 gennaio - James Murray, II duca di Atholl, nobile scozzese (n. 1690)
- 14 gennaio - Giuseppe Alessandro Furietti, cardinale, letterato e archeologo italiano (n. 1684)
- 18 gennaio - Samuel Troilius, arcivescovo luterano svedese (n. 1706)
- 21 gennaio - Adrian Wetter, politico e mercante svizzero (n. 1694)

## Febbraio(5)
- 6 febbraio - Agatino Maria Reggio Statella, arcivescovo cattolico italiano (n. 1712)
- 10 febbraio - Antonio Giuseppe Bossi, stuccatore italiano (n. 1699)
- 14 febbraio - Alessandro Borgia, arcivescovo cattolico e storico italiano (n. 1682)
- 25 febbraio - Yves-Marie André, filosofo francese (n. 1675)
- 27 febbraio - Carlo Maria Borio di Tigliole, diplomatico e giurista italiano (n. 1681)

## Marzo(10)
- 6 marzo - Philip Yorke, I conte di Hardwicke, politico inglese (n. 1690)
- 7 marzo - Ottavio Antonio Bayardi, religioso, scrittore e vescovo cattolico italiano (n. 1694)
- 11 marzo - Charles Levens, compositore francese (n. 1689)
- 12 marzo - Charles Townshend, III visconte Townshend, nobile e politico inglese (n. 1700)
- 15 marzo - George Cholmondeley, visconte Malpas, nobile e politico inglese (n. 1724)
- 16 marzo - Fryderyk August Rutowski, generale e nobile polacco (n. 1702)
- 17 marzo - William Oliver, medico e filantropo britannico (n. 1695)
- 17 marzo - George Parker, II conte di Macclesfield, nobile, politico e scienziato britannico
- 25 marzo - Michail Michajlovič Golicyn, ammiraglio e diplomatico russo (n. 1684)
- 30 marzo - Pietro Antonio Locatelli, compositore e violinista italiano (n. 1695)

## Aprile(7)
- 3 aprile - Anton Lazzaro Moro, presbitero e naturalista italiano (n. 1687)
- 9 aprile - Marco Benefial, pittore italiano (n. 1684)
- 13 aprile - Nicola Fiorenza, compositore e violinista italiano
- 15 aprile - Madame de Pompadour, nobile francese (n. 1721)
- 17 aprile - Johann Mattheson, compositore tedesco (n. 1681)
- 27 aprile - Jaime Casellas, compositore spagnolo (n. 1690)
- 28 aprile - Franz Xaver Feuchtmayer, stuccatore tedesco (n. 1698)

## Maggio(7)
- 3 maggio - Francesco Algarotti, scrittore, saggista e collezionista d'arte italiano (n. 1712)
- 7 maggio - Carlo Murena, architetto italiano (n. 1713)
- 10 maggio - Christian Friedrich Henrici, poeta e librettista tedesco (n. 1700)
- 14 maggio - Giuseppe Palazzotto, architetto italiano (n. 1702)
- 18 maggio - Carlo II Federico di Montmorency-Luxembourg, nobile e generale francese (n. 1702)
- 23 maggio - Giovanni Battista de' Rossi, presbitero italiano (n. 1698)
- 26 maggio - Peter Josef von Kofler, magistrato e politico austriaco (n. 1700)

## Giugno(2)
- 2 giugno - Giovanni Giacinto Sbaraglia, francescano e storico italiano (n. 1687)
- 7 giugno - Sofia Carolina di Brandeburgo-Kulmbach, principessa tedesca (n. 1705)

## Luglio(4)
- 4 luglio - Antonio Morillo Galletti, presbitero italiano (n. 1717)
- 7 luglio - William Pulteney, politico britannico (n. 1684)
- 16 luglio - Ivan VI di Russia, sovrano russo (n. 1740)
- 19 luglio - François de Fitz-James, vescovo cattolico e teologo francese (n. 1709)

## Agosto(6)
- 3 agosto - Mary Godolphin, nobildonna inglese (n. 1723)
- 5 agosto - Giovanni Battista Peregrini Albrici, vescovo cattolico italiano (n. 1711)
- 8 agosto - Jean-Joseph Balechou, incisore e pittore francese (n. 1715)
- 8 agosto - Johann Philipp Harrach, generale e diplomatico austriaco (n. 1678)
- 17 agosto - Michail Ivanovič Daškov, diplomatico russo (n. 1736)
- 22 agosto - Marc-Pierre de Voyer de Paulmy d'Argenson, politico francese (n. 1696)

## Settembre(6)
- 1º settembre - Sebastiano Conca, pittore italiano (n. 1680)
- 2 settembre - Nathaniel Bliss, astronomo e religioso britannico (n. 1700)
- 12 settembre - Jean-Philippe Rameau, compositore, clavicembalista e organista francese (n. 1683)
- 13 settembre - Giovanni Domenico Barbieri, architetto svizzero (n. 1704)
- 14 settembre - Alberto Pezzi, imprenditore italiano (n. 1692)
- 16 settembre - Francesco Giosea di Sassonia-Coburgo-Saalfeld, duca (n. 1697)

## Ottobre(7)
- 2 ottobre - William Cavendish, IV duca di Devonshire, nobile e politico britannico (n. 1720)
- 4 ottobre - Jean François de La Clue-Sabran, ammiraglio francese (n. 1696)
- 10 ottobre - Giovanni Scalfarotto, architetto italiano (n. 1672)
- 13 ottobre - Cosimo Imperiali, cardinale italiano (n. 1685)
- 23 ottobre - Pierre-Charles Roy, librettista francese (n. 1683)
- 26 ottobre - William Hogarth, pittore e incisore inglese (n. 1697)
- 27 ottobre - Leopoldo d'Assia-Darmstadt, nobile tedesco (n. 1708)

## Novembre(2)
- 20 novembre - Christian Goldbach, matematico tedesco (n. 1690)
- 27 novembre - Aleksandr Aleksandrovič Menšikov, nobile e ufficiale russo (n. 1714)

## Dicembre(6)
- 3 dicembre - Giovanni Battista Sacchetti, architetto italiano (n. 1690)
- 6 dicembre - Filippo Sforza Cesarini, IV principe di Genzano, principe italiano (n. 1727)
- 12 dicembre - Johann Philipp Breyne, botanico, paleontologo e zoologo tedesco (n. 1680)
- 20 dicembre - Erik Pontoppidan, teologo, zoologo e vescovo luterano danese (n. 1698)
- 22 dicembre - László Amade, poeta ungherese (n. 1703)
- 26 dicembre - Benito Jerónimo Feijoo, saggista e religioso spagnolo (n. 1676)

## Senza giorno specificato(32)
- Vincenzo Baroncini, scultore italiano
- Giuseppe Bianchini, scrittore e storico italiano (n. 1704)
- Hans Adolph Brorson, scrittore danese (n. 1694)
- Antonio Canevari, architetto italiano (n. 1681)
- Semën Ivanovič Čeljuskin, esploratore e navigatore russo (n. 1700)
- Charles Churchill, scrittore britannico (n. 1731)
- Domenico Dall'Oglio, violinista e compositore italiano
- Lorenzo De Castro, compositore italiano (n. 1677)
- Saverio Del Giudice, storico italiano (n. 1684)
- Jonathan Eybeschutz, rabbino polacco (n. 1690)
- Philipp Hafner, commediografo austriaco (n. 1735)
- Peder Horrebow, astronomo danese (n. 1679)
- Jane Fenn Hoskens, scrittrice statunitense (n. 1694)
- Tommaso Laghi, anatomista e fisiologo italiano (n. 1709)
- Serviliano Latuada, presbitero, scrittore e storico italiano (n. 1704)
- Jean-Marie Leclair, violinista e compositore francese (n. 1697)
- Nicolas Magens, imprenditore tedesco (n. 1697)
- Stepan Gavrilovič Malygin, esploratore russo
- Giovanni Marchelli, matematico e gesuita italiano (n. 1713)
- Pier Paolo Molinelli, chirurgo italiano (n. 1702)
- Andrea Pacini, cantante, compositore e religioso italiano (n. 1690)
- Francesco Pagano, scultore italiano (n. 1695)
- Giovanni Francesco Pivati, scrittore italiano (n. 1689)
- José Quer y Martínez, medico e botanico spagnolo (n. 1695)
- Carlo Antonio Testore, liutaio italiano (n. 1688)
- Alfonso Torreggiani, architetto italiano (n. 1682)
- Giuseppe Antonio Tosi, pittore italiano (n. 1671)
- Nicolas Pierre Tourte, liutaio e archettaio francese
- Giuseppe Valeriano Vannetti, scrittore e letterato italiano (n. 1719)
- Karl Jakob Weber, ingegnere, architetto e archeologo svizzero (n. 1712)
- Petrus Wesseling, filologo e bibliotecario tedesco (n. 1692)
- Francesco Zucchi, incisore italiano (n. 1692)